# Casillas (Guadalajara)
Casillas es una localidad española del municipio de Atienza, perteneciente a la provincia de Guadalajara, en la comunidad autónoma de Castilla-La Mancha. En 2017 contaba con 5 habitantes.

## Historia
A mediados del siglo XIX, el lugar, por entonces con ayuntamiento propio, tenía contabilizada una población de 66 habitantes. Aparece descrito en el sexto volumen del Diccionario geográfico-estadístico-histórico de España y sus posesiones de Ultramar de Pascual Madoz de la siguiente manera:

CASILLAS: l. con ayunt. en la prov. de Guadalajara (13 leg.), part. jud. de Atienza (1 1/2). aud. terr. de Madrid (21), c. g. de Castilla la Nueva, dióc. de Sigüenza (6): sit. en llano y combatido por el viento N., su clima es frio, y las enfermedades mas comunes, pleuresias y fiebres catarrales: tiene 20 casas, la de ayunt., escuela de instruccion primaria, concurrida por 10 alumnos, bajo la direccion de un maestro. sacristan y secretario de ayunt., dotado con 20 fan. de trigo por los tres cargos, y una igl. parr. (San Clemente), aneja de la de San Salvador de Atienza: confina el térm. N. Barcones (1 leg.); E. Romanillos (3/4); S. Atienza (1), y O. Bochones (1/4); dentro de esta circunferencia, se encuentra un paseo con arbolado y una fuente de agua dulce, de la que se surte el vecindario para beber y demas usos domésticos: el terreno es arenisco y de mediana calidad; caminos, los que se dirigen á los pueblos limítrofes, de herradura y en buen estado : correo se recibe en la adm. de Atienza, los martes, jueves y sábados, sale lunes, miércoles y viernes y su conduccion se hace por carga vecinal. prod.: trigo comun, centeno, cebada, avena, patatas, bisaltos y col basta; cria ganado lanar, vacuno, mular y asnal, poca caza de conejos, perdices y en su tiempo codornices. ind.: la agrícola y algunos telares de sayales bastos: comercio, importacion de combustible y otros art. de primera necesidad. pobl.: 18 vec. 66 alm. cap. prod.: 300,200 rs. imp.: 24,815. contr.:: 1,402 rs. 18 mrs. presupuesto municipal 424 rs., se cubre por reparto vecinal.
(Madoz, 1847, p. 67)

En 2017 contaba con 5 habitantes.